# Gerardo González (strzelec)
Gerardo González Vesga (ur. 17 września 1932) – kolumbijski strzelec, olimpijczyk.
Uczestnik Letnich Igrzysk Olimpijskich 1972, na których wystartował wyłącznie w skeecie. Zajął 27. miejsce wśród 63 startujących zawodników.
Wraz z drużyną zdobył brązowy medal podczas Igrzysk Ameryki Środkowej i Karaibów 1974.

## Wyniki

### Igrzyska olimpijskie
| Igrzyska       | Konkurencja | Wynik    | Miejsce | Źródło |
| -------------- | ----------- | -------- | ------- | ------ |
| Monachium 1972 | Skeet       | 187 pkt. | 27      | [ 1 ]  |